# Paul Scheuer
Paul Scheuer (Ciutat de Luxemburg, 15 d'abril de 1944) és un actor i director de cinema luxemburguès. Fou un dels membres fundadors de la productora AFO-Film.

## Filmografia

### Com a director
- Wat huet e gesot?, guionista amb Georges Fautsch i Maisy Hausemer, 1981
- Congé fir e Mord, 1983
- KlibberKleeschenSchueberMaischenAllerHerrgottsNationalSprangKirmes, guionista amb Georges Fautsch i Maisy Hausemer, 1986
- Mumm Sweet Mumm, guionista amb Georges Fautsch i Maisy Hausemer, 1989
- Dammentour, guionista amb Georges Fautsch i Maisy Hausemer, 1992
- D'Symmetrie vum Päiperlek, guionista amb Maisy Hausemer, 2011

### Com a actor
- Congé fir e Mord, 1983
- Hochzäitsnuecht, de Pol Cruchten, 1991
- Dammentour, 1992
- Lorenz im Land der Lügner, de Jürgen Brauer, 1997

## Honors
- Oficial de l'Orde del Mèrit del Gran Ducat de Luxemburg (promoció 1988).[1]